# Ealand
Ealand – wieś w Anglii, w hrabstwie ceremonialnym Lincolnshire, w dystrykcie (unitary authority) North Lincolnshire. Leży 45 km na północny zachód od Lincoln i 237 km na północ od Londynu.